# San Cesareo (Terracina)

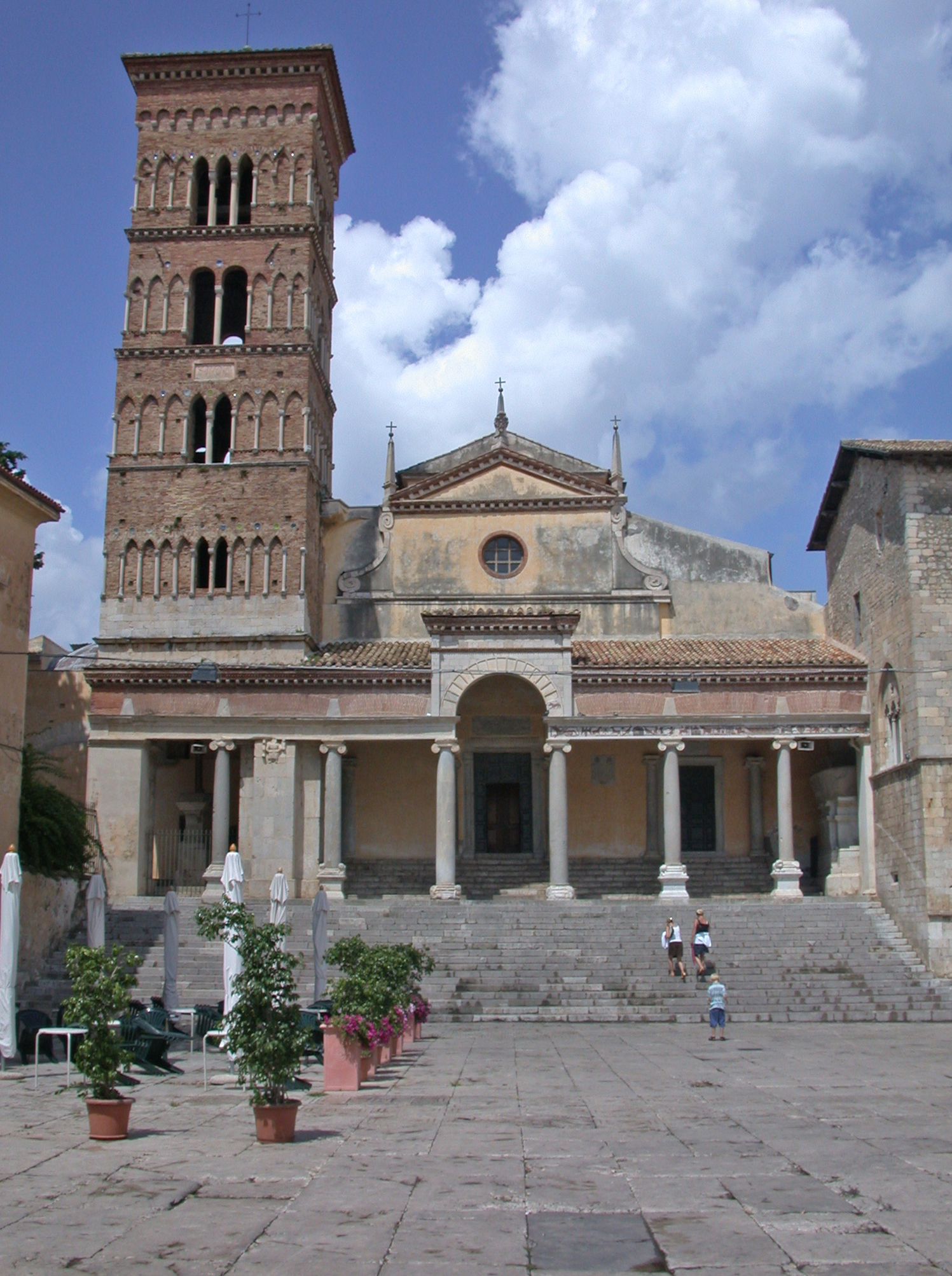
San Cesareo

Die Kathedrale San Cesareo, italienisch Cattedrale di San Cesareo, auch als Dom (Duomo) bezeichnet, ist die Konkathedrale des Bistums Latina-Terracina-Sezze-Priverno in der italienischen Region Latium und wichtigstes Kirchengebäude der Stadt Terracina. Sie ist dem Märtyrer und Stadtpatron Caesarius von Terracina geweiht.
1088 fand in der Kirche die Papstwahl statt, bei der Urban II. gewählt wurde.

## Baugeschichte
Die Kirche wurde auf dem Podium eines antiken Tempels, vermutlich ein Tempel der Roma und des Augustus, am Forum Emilianum errichtet. Die Wand der Cella des Tempels ist noch in der Seitenstraße, Via Anita Garibaldi, sichtbar. Im 6. Jahrhundert wurde erstmals eine Kirche an dieser Stelle in einer Schrift von Papst Gregor dem Großen erwähnt. Die heutige Kathedrale von Terracina wurde am 24. November 1074 geweiht. Im 12. Jahrhundert wurde sie erweitert. Aus dieser Zeit stammt die Ausschmückung mit Cosmatenarbeiten.
Der Kirchenbau wurde im 18. Jahrhundert barockisiert. 1926 fand eine umfassende Restaurierung statt.

## Äußeres

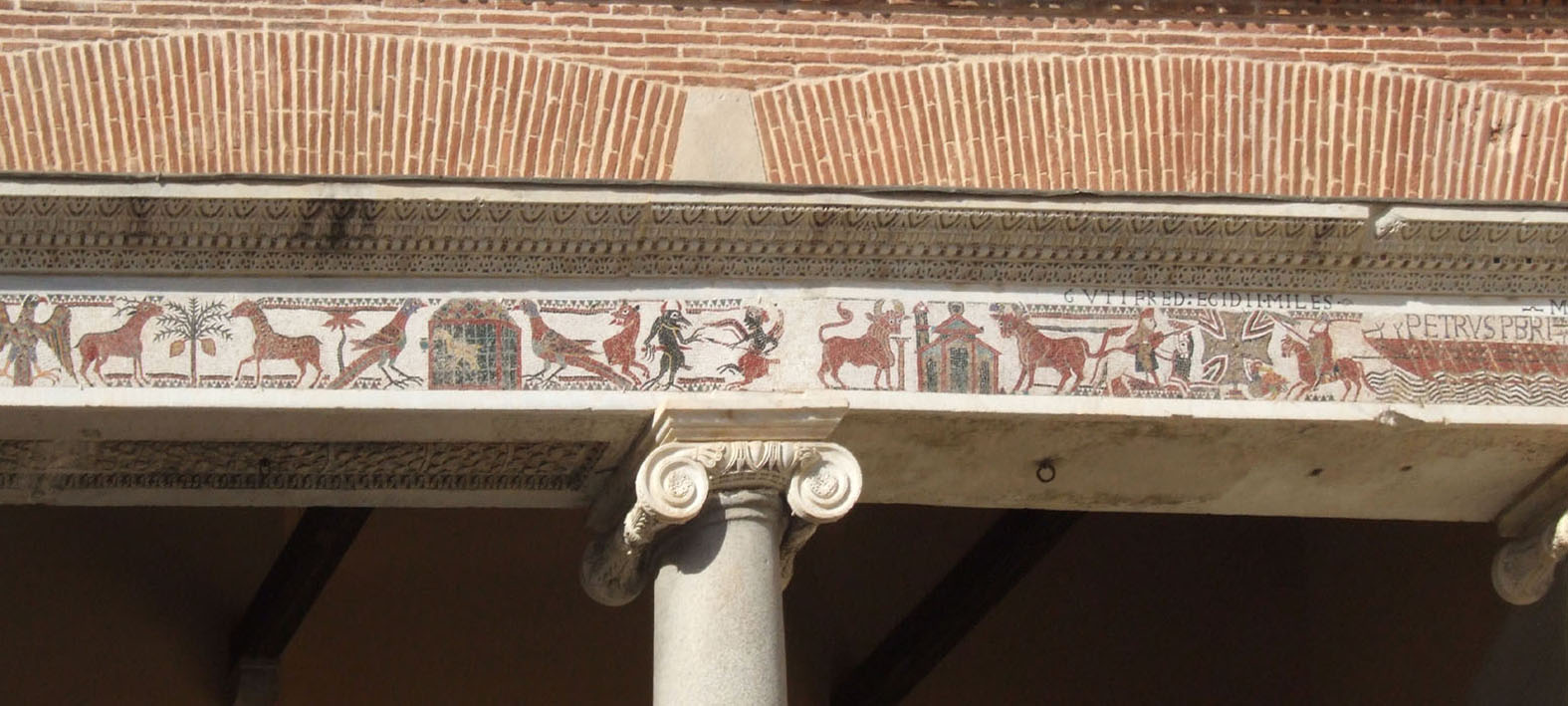
Detail des Mosaikfries an der Vorhalle

Die Kirche steht auf dem Podium des antiken Tempels, zu dem noch, die komplette Breite einnehmend, 25 antike Stufen einer Freitreppe hinaufführen. Darüber erhebt sich eine Vorhalle mit sechs antiken Säulen, die jeweils auf Basen in Form von Löwen stehen. An der Seite steht eine antike Wanne. Der Durchgang in der Mitte ist durch einen Rundbogen betont, der das Motiv eines Triumphbogens aufnimmt. Dies erinnert an den Dom in Civita Castellana. 
Herausragender Schmuck ist ein Mosaikfries auf dem Architrav, der allerdings nur auf der rechten Seite erhalten ist. Er ist eine Cosmatenarbeit mit Anklängen an den sizilianisch-normannischen Stil. Die Datierung sowie die Interpretation sind unklar. Dargestellt sind reale sowie Fabeltiere. Es befinden sich zwei Inschriften auf dem Architrav. Über zwei kämpfenden Rittern, die ein Tatzenkreuz flankieren, steht GUTIFRED : EGIDII MILES. Dies kann mit Gutifred, Kämpfer des Ägidius übersetzt werden. Möglicherweise ist damit Gottfried von Bouillon gemeint. Ägidius könnte ein Hinweis auf Raimund von Saint-Gilles sein. Die Darstellung könnte somit auf den Ersten Kreuzzuges anspielen, zu dem Urban II. aufgerufen hatte. In diesem Zusammenhang könnte die zweite Inschrift PETRUS PBRI MILES mit Peter der Einsiedler identifiziert werden.
Der Campanile stammt aus dem 13. Jahrhundert. mit seinen durch Kreuzbogenfriese verbundenen Spitzbögen steht er zwischen Arabisch-Normannischem Stil und Ansätzen zur Gotik. An derselben Stilgrenze stehen auch Bauwerke in Nachbarstädten, so der Kampanile des Doms zu Gaeta und der Collegiata (Stiftskirche) San Pietro in Minturno.

## Inneres

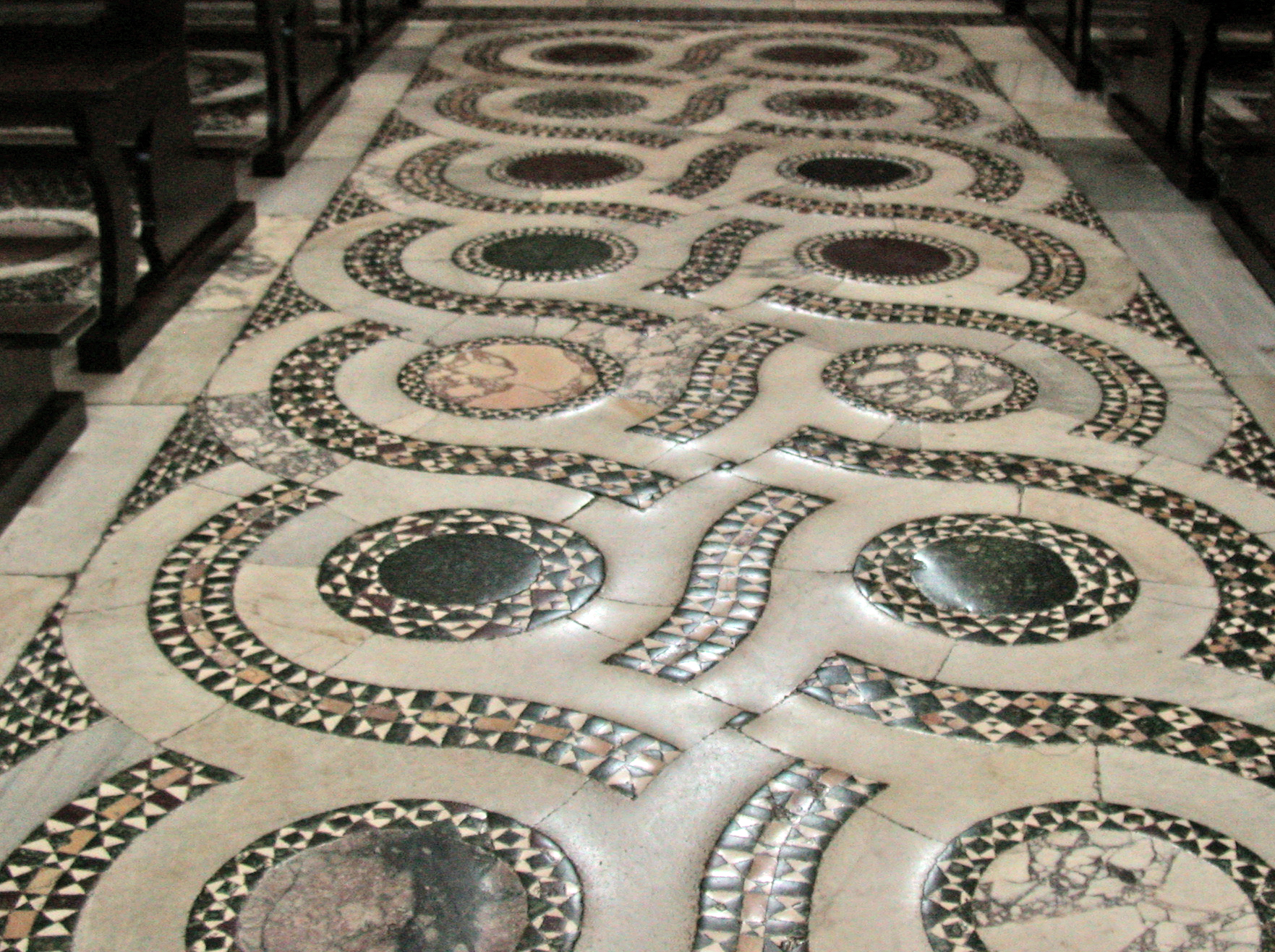
Cosmatenfußboden

Der Bau stellt sich als dreischiffige Basilika dar, deren Schiffe von zwölf antiken Säulen getrennt werden.
Von der mittelalterlichen Ausstattung ist vor allem der Fußboden erhalten, der im Cosmatenstil im 12. Jahrhundert ausgeführt wurde. Möglicherweise war der Künstler Jacopo di Lorenzo, der auch in den Klöstern in Subiaco arbeitete. Vermutlich war der gesamte Fußboden der Kirche so gestaltet. Heute ist nur der zentrale Bereich erhalten. 
Im gleichen Stil wurde der Ambo und der Osterleuchter gestaltet. Der Ambo ruht auf fünf Säulen, die jeweils auf Tierfiguren stehen. Auch der Osterleuchter hat eine Basis aus zwei Löwen. Durch eine Inschrift an der Basis kann er auf das Jahr 1245 datiert werden.
Der Hauptaltar wurde 1729 geschaffen. Ungewöhnlich ist, dass neben dem Hauptaltar auch zwei Nebenaltäre mit Ziborien, die auf antiken Säulen ruhen, ausgestattet sind. Unter den Altären ruhen die Reliquien des Heiligen Caesarius sowie seiner Gefährten Julian, Felis und Eusebius.
Das Presbyterium wurde während der Barockisierung erhöht. Auch das Gewölbe stammt aus dieser Zeit.